# Brachymenium murale
Brachymenium murale är en bladmossart som beskrevs av W. P. Schimper in Bescherelle 1872. Brachymenium murale ingår i släktet Brachymenium och familjen Bryaceae. Inga underarter finns listade i Catalogue of Life.